# Setodes tarpaka
Setodes tarpaka är en nattsländeart som beskrevs av Gordon och Schmid 1987. Setodes tarpaka ingår i släktet Setodes och familjen långhornssländor. Inga underarter finns listade i Catalogue of Life.